# RIK 2
RIK 2 (en grec : Ραδιοφωνικό Ίδρυμα Κύπρου δύο) est une chaîne de télévision publique chypriote. Lancée en 1992, elle se veut un lien entre les différentes communautés vivant sur le territoire national. Sa grille des programmes est celle d'une chaîne généraliste, mettant toutefois plus l'accent sur les émissions de jeunesse, les retransmissions sportives et les émissions de proximité que la première chaîne de la radio-télévision chypriote, RIK 1.
Émettant sur le réseau hertzien, elle est l'une des trois chaînes opérées par le groupe audiovisuel Société de radiodiffusion de Chypre (RIK en grec). Elle diffuse des programmes en trois langues : grec (majorité des émissions), turc et anglais.

## Présentation
RIK 2 émet 24 heures sur 24, les émissions régulières étant diffusées de 9 heures à 1 heure du matin. À partir de 4 heures du matin, la chaîne retransmet en direct les émissions d'Euronews en anglais pendant cinq heures, avant d'enchaîner avec le programme Biz/Εμείς. Signifiant « Nous » en turc et en grec, ce programme met l'accent sur le quotidien des chypriotes des deux communautés.
Les après-midi sont consacrés aux émissions pour les enfants : en semaine, dessins animés et séries télévisées alternent de 13 heures à 18 heures. Parmi les émissions régulièrement proposées figurent ainsi notamment les Schtroumpfs (Τα Στρουμφ), Thomas et ses amis (Τόμας το τρενάκι) ou l'île au trésor (To νησί των θησαυρών). À la suite d'un accord avec les studios Disney, la chaîne reprend quelques-unes des productions du groupe dans le cadre d'une émission baptisée Disney Club, diffusée tous les jours de la semaine. Le week-end, les émissions pour enfants occupent les 3/4 du temps d'antenne, depuis 7 heures du matin jusqu'à 20 heures.
Après les journaux télévisés en turc et en anglais (repris quelques heures plus tard par la chaîne satellitaire RIK Sat), les programmes de début de soirée sont généralement consacrés à la musique (ΤV-Jukebox) avant de laisser la place aux films, séries ou émissions de télé-réalité. Parmi les programmes les plus populaires figurent ainsi nombre de séries américaines à succès, tel Lost (Οι αγνοούμενοι) ou Desperate Housewives (Νοικοκυρές σε απόγνωση).

## Identité visuelle (logo)

Logo de RIK 2 de 2000 à 2008.
Logo de RIK 2 du 29 janvier 2015 à 2017.
Logo de RIK 2 depuis 2017.